# 四日市浜園旅客ターミナル

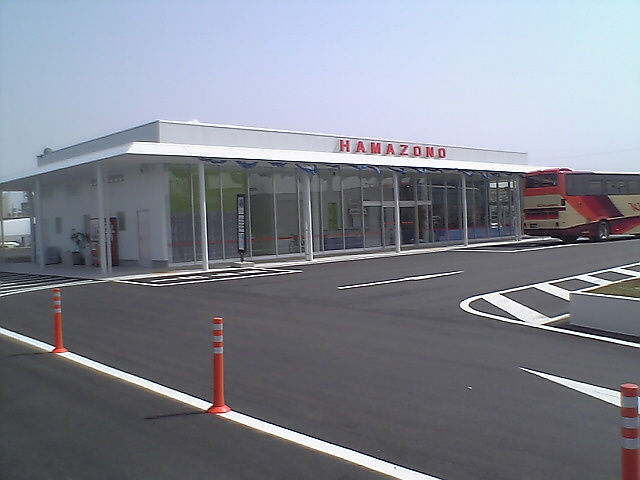
ターミナルの外観

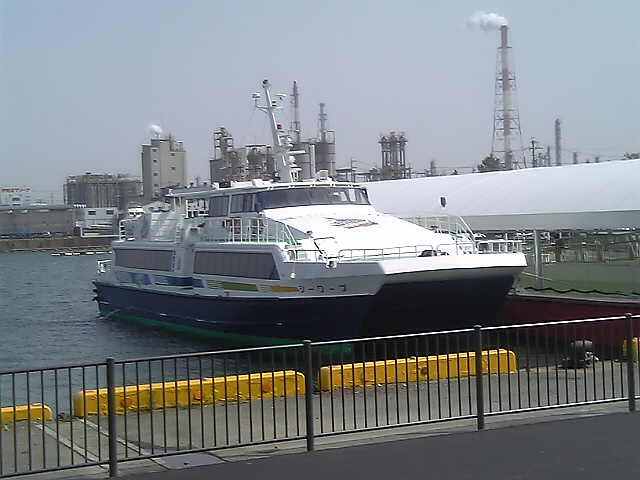
シーワープ

四日市浜園旅客ターミナル（よっかいちはまぞのりょかくターミナル）は、三重県四日市市浜園にあった高速旅客船ターミナルである。
2006年4月1日、中部国際空港（セントレア）への航路の運航を開始した。
ターミナルには高潮対策も施され、災害時には緊急物資輸送や市民の交通機関、四日市市の防災基地としても利用される予定であったが、2011年4月、所有者である四日市市において取り壊しの予算が成立したのち、ターミナルおよび桟橋など付帯施設のすべてが取り壊された。

## 沿革
- 2006年4月1日 : 旅客ターミナルが開業。セラヴィ観光汽船により、中部国際空港への航路が開設される[1]。
- 2006年9月2日 : セラヴィ観光汽船により、名古屋港ガーデン埠頭への航路が開設される[1]。
- 2008年4月 : 経営破綻したセラヴィ観光汽船から、YALが中部国際空港航路の事業を承継する。
- 2008年7月4日 : YAL社長（当時）が贈賄で逮捕されたことに伴い、四日市市からの燃料費補助が凍結される[2]。
- 2008年8月1日 : ダイヤ改正により減便する。
  - 従来は1日10往復、所要時間35分、運賃1,690円[3]だったものを、1日8往復、所要時間39分、運賃1,800円に変更した。
- 2008年9月5日 : 同年10月4日の運行をもって航路廃止を決定する[4]。
- 2008年10月1日 : エンジントラブルを理由に同日の2便より欠航。修理に時間がかかることから運航は再開されず、そのまま廃止となった。[5]
- 2008年10月5日 : 航路が廃止される。[5]
  - 航路廃止後も、残務処理のためとして同年内の船舶係留が許可されていた[5]。
- 2011年4月 : 所有者である四日市市の「平成24年度当初予算」において施設撤去のための予算が成立[6]。後に、ターミナルおよび桟橋など付帯施設のすべてが撤去される。

## 航路
全ての航路は廃止済みである。なお、各航路ともセラヴィ観光汽船により運航されていたが、同社の破綻後は中部国際空港への航路のみYALが承継した。
- 中部国際空港（愛知県常滑市） 行き
  - 就航船 : シーワープ （かつては明淡高速船（現 淡路ジェノバライン）で運航していた）
    - 就航船の要目 : 双胴船、134総トン、定員 - 旅客200名、最大速力 - 31.6ノット（約58.8km）[1]
- 名古屋港ガーデン埠頭 行き
  - 就航船 : いなば2
  - 運航要目 : 1日4便、所要時間50分 ※土・日・祝日のみ運航。
- 港内遊覧
  - 就航船 : いなば2
  - 運航要目 : 1日1便、所要時間 約50分 ※土・日・祝日のみ運航。

## 施設要目
- 敷地面積 : 約10,000m2
- 駐車場 : 約400台（無料）[1]

### ターミナル施設
ターミナル内は公衆無線LANが整備されていた。
- ロビー : 最大で旅客約100人を収容[1]。
- レストラン
- 土産品販売店
- PORT WAVE （ポートウェイブ、エフエムよっかいち） 浜園サテライトスタジオ
- 中部国際空港航空機フライトインフォメーション
- コインロッカー
- コイン式インターネット
- バスターミナル
- タクシー乗り場
- サービスヤード

## 交通
- JR関西本線 富田浜駅より徒歩約15分。
- 国道1号・国道23号 富田山城交差点より四日市港方面すぐ。